# Азиатский кеклик
Азиатский кеклик, или азиатская каменная куропатка (лат. Alectoris chukar), — вид птиц семейства фазановых.

## Внешний вид
Размером немногим крупнее галки. Длина тела составляет 35 см, масса — от 350 до 800 г, размах крыльев 47—52 см. Оперение серого цвета. От лба через глаза и вокруг передней части шеи проходит чёрная полоса. Клюв, окологлазное кольцо и ноги ярко-красного цвета. Самка отличается от самца отсутствием шпор и меньшими размерами.

## Распространение
Распространён по горным массивам от Балканского полуострова на западе до Китая и Гималаев на востоке. В США кеклик успешно акклиматизирован в штатах Невада и Нью-Мексико. Интродуцирован на Новую Зеландию, Гавайские острова и в Южную Африку. Населяет пустыни и опушки леса до высоты 4600 м над уровнем моря.

## Голос
Довольно громкое, постепенно убыстряющееся квохтание «кок, кок, кок, кок-кок-кок».

## Размножение
Птица обладает высокой плодовитостью. Самка азиатского кеклика может отложить от 7 до 22 яиц. Насиживание продолжается 24 дня. Птица начинает размножаться на первом году жизни.

## Питание
Летом питаются растительными и животными кормами. Зимой корм в основном растительный.

## Классификация
Международный союз орнитологов выделяет 14 подвидов.

## Содержание в неволе
Часто содержится в неволе, особенно популярен у любителей птичьих боёв. Неволю переносит легко. Живут азиатские кеклики в домашних условиях при хорошем уходе до 20 лет.